# Doug Fieger
Doug Fieger est né le 20 août 1952 à Détroit (Michigan, États-Unis) et mort le 14 février 2010 à Woodland Hills (Californie, États-Unis) des suites d'un cancer.
Il fut le leader du groupe de rock The Knack, basé à Los Angeles (Californie), devenu très célèbre grâce à son tube My Sharona en 1979.